# Aeroporto di Naha
L'Aeroporto di Naha (那覇空港?)  (IATA: OKA, ICAO: ROAH) è un aeroporto situato a 4 km a ovest dalla città di Naha, capoluogo dell'isola di Okinawa e della Prefettura di Okinawa, in Giappone. È collegato al centro cittadino dalla monorotaia di Okinawa.

## Statistiche
Questo grafico non è disponibile a causa di un problema tecnico.
Si prega di non rimuoverlo.
Vedi la query Wikidata di origine.